# مریم زکریا
مریم زکریا (به انگلیسی: Maryam Zakaria) خواننده و مدل ایرانی-سوئدی است. که در سینمای بالیوود و تلوگو دیده می‌شود.
مریم با حضور در موزیک ویدئوی گلی خوشگلی از سعید شایسته، در ایران شناخته شد. او بعدها در موزیک ویدئوهای قربونی و عشق من نیز با سعید شایسته همکاری کرد.

## زندگی
او در موزیک ویدیوهای مختلف و تبلیغاتی تلویزیونی ظاهر شده‌است.
مریم زکریا در ۵ مهر ۱۳۶۴ در ایران زاده شده و در سوئد بزرگ شده‌است. زمانی یک مدرسه آموزش رقص هندی در سوئد تأسیس کرد و به عنوان یک مربی رقص نیز فعالیت نمود. در ۲۰۰۹، او به هند نقل مکان کرد و شروع به ظاهر شدن در تلوگو، تامیل و فیلم‌های هندی به عنوان رقصنده، کرد.

## فعالیت‌ها
مریم به عنوان مدل در موزیک ویدئوهای گلی خوشگلی، من سازگارم، قربونی، دوست دارم، خوشگله و آزارم بدی، با سعید شایسته، همکاری داشته‌است.

## فیلم‌شناسی
- ۲۰۱۷ فرنگی
- ۲۰۱۴ نترس
- ۲۰۱۳ Grand Masti
- ۲۰۱۳ به بازی ادامه بده
- ۲۰۱۲ Chakradhaar
- ۲۰۱۲ رودی راتور
- ۲۰۱۲ Naa Ishtam
- ۲۰۱۲ مامور وینود
- ۲۰۱۱ Madatha Kaaja
- ۲۰۱۱ ٪۱۰۰ عشق